# Colenis immunda
Colenis immunda är en skalbaggsart som först beskrevs av Sturm 1807.  Colenis immunda ingår i släktet Colenis, och familjen mycelbaggar. Arten är reproducerande i Sverige.